# Salto
Salto er en by i den nordvestlige del af Uruguay, beliggende på grænsen til nabolandet Argentina. Den er med et indbyggertal (pr. 2006) på cirka 100.000 landets næststørste by. Byen blev grundlagt i 1756 og er hovedstad i Salto-departementet.  
31°23′S 57°57′V / 31.383°S 57.950°V